# Józef Kazimierz Łubieński
Józef Kazimierz Łubieński (ur. 3.05.1803 w Grochowie w obwodzie siedleckim, zm. 1846) syn Aleksandra i Elżbiety Czajkowskiej, brat Feliksa.
Porucznik 4 Pułku Piechoty Liniowej Królestwa Polskiego, szpieg rosyjski.
Od 1827 pozostawał na usługach agenta policji rosyjskiej Henryka Mackrotta, któremu złożył w sumie 300 raportów. Denuncjował oficerów 4 Pułku nie sprzyjających Rosji i o stosunkach w Szkole Podchorążych Piechoty. W czasie powstania listopadowego pociągnięty do odpowiedzialności przez Komisję Rozpoznawczą, oddany jako szpieg w ręce sądu cywilnego. W 1834 władze rosyjskie uznały go za godnego wynagrodzenia za okazaną wierność 29 listopada 1830.
"W armii Królestwa Polskiego wstąpił 20.9.19 do 4 ppl. jako żoł. z ochoty, 31.10.20 sierż., ł .6.24 ppor. W powstaniu ppor. 4 ppl., 6.2.31 por., 24.3.31 wykreślony z kontroli, jako należący do tajnej policji. Przybył 16.4.32 z woj. krak. do Warszawy, stawił się przed KRW, ponowił przysięgę wierności carowi.".
Józef Łubieński (Łubiński):
Józef Święcicki – ostatni dowódca 4 pułku piechoty liniowej (słynnych "czwartaków") – w używa nazwiska Józef Łubiński (nie Łubieński).
Również to Józef Łubiński (nie Łubieński) został – Rozkazem dziennym z dnia 24 marca 1830 r. Naczelnego Wodza Powstania Listopadowego, generała Jana Skrzyneckiego – wykreślony z kontroli "jako zhańbiony należeniem do tayney policji".
Robert Bielecki w Aneksie do utożsamia z jedną osobą nazwiska Józef Łubiński i Józef Łubieński, nie wyjaśniając, które nazwisko jest tu właściwe.
Wacław Tokarz w  i Robert Bielecki w używają nazwiska Józef Łubieński.